# Kepler-22
Kepler-22 ist ein ca. 600 Lichtjahre von der Erde entfernter Stern. Er liegt zwischen den Sternbildern Schwan und Leier.
In seinem Planetensystem befindet sich Kepler-22b, ein erdähnlicher Exoplanet.